# Igor Morozov (football)
Pour les articles homonymes, voir Igor Morozov.
Igor Morozov est un footballeur estonien, issu de la minorité russe, né le 27 mai 1989, à Tallinn en RSS d'Estonie. Il évolue actuellement au Debrecen VSC au poste de défenseur. 
Il joue pour l'équipe d'Estonie.

## Palmarès
FC Levadia Tallinn
- Championnat d'Estonie (4) : 2006, 2007, 2008, 2009
- Coupe d'Estonie (1) : 2010
- Supercoupe d'Estonie (1) : 2010

 Debrecen VSC
- Championnat de Hongrie (1) : 2014